# مؤنسه بکری
مؤنسه بکری (۱۳۷۷ - ۱۴۴۷) (نسب: مؤنسه بنت محمّد بن علی بن محمد بکری غضائری) بانوی محدّث مصری در نیمهٔ اول سدهٔ نهم هجری بود. از پدرش و دو تن دیگر از علمای روزگارش، علم حدیث آموخت. اجازهٔ نقل روایت از ۵ تن علمای روزگارش را گرفت. برهان‌الدین قیراطی از استادان برجستهٔ او و شمس‌الدین سخاوی از شاگردانش بود. در  ۱۷ ربیع‌الاول ۸۵۱ق در مکه درگذشت.  